# Лука Стойкович
Лука Стойкович (хорв. Luka Stojković, нар. 28 жовтня 2003, Загреб) — хорватський футболіст, півзахисник загребського «Динамо» і молодіжної збірної Хорватії.

## Клубна кар'єра
Народився 28 жовтня 2003 року в Загребі. Вихованець юнацьких команд футбольних клубів «Нафтас Іванич Град» та «Локомотива».
У дорослому футболі дебютував 2021 року виступами за головну команду «Локомотиви».

## Виступи за збірні
2019 року дебютував у складі юнацької збірної Хорватії (U-16), загалом на юнацькому рівні взяв участь у 17 іграх, відзначившись трьома забитими голами.
2023 року 19-річний на той час гравець був викликаний до складу молодіжної збірної Хорватії. Влітку того ж року поїхав у її складі на тогорічне молодіжне Євро, де виходив на заміну у двох іграх групового етапу, який хорватам не вдалося подолати.

## Статистика виступів

### Статистика клубних виступів
Станом на 9 квітня 2002
| Сезон             | Команда           | Чемпіонат         | Чемпіонат | Чемпіонат | Національний кубок | Національний кубок | Національний кубок | Континентальні кубки | Континентальні кубки | Континентальні кубки | Інші змагання | Інші змагання | Інші змагання | Усього | Усього |
| Сезон             | Команда           | Ліга              | Ігор      | Голів     | Ліга               | Ігор               | Голів              | Ліга                 | Ігор                 | Голів                | Ліга          | Ігор          | Голів         | Ігор   | Голів  |
| ----------------- | ----------------- | ----------------- | --------- | --------- | ------------------ | ------------------ | ------------------ | -------------------- | -------------------- | -------------------- | ------------- | ------------- | ------------- | ------ | ------ |
| квіт.-трав. 2021  | «Локомотива»      | 1.HNL             | 5         | 0         | КЧ                 | -                  | -                  |                      | -                    | -                    |               | -             | -             | 5      | 0      |
| 2021–22           | «Локомотива»      | 1.HNL             | 21        | 0         | КЧ                 | 2                  | 0                  |                      | -                    | -                    |               | -             | -             | 23     | 0      |
| Усього за кар'єру | Усього за кар'єру | Усього за кар'єру | 26        | 0         |                    | 2                  | 0                  |                      | -                    | -                    |               | -             | -             | 28     | 0      |